# Mario Zafred
Mario Zafred (né le 21 février 1922 à Trieste – Rome, 22 mai 1987) est un compositeur et un critique musical italien.

## Biographie
Il obtient son diplôme au conservatoire de Rome en 1934. Élève de Gian Francesco Malipiero et de  Ildebrando Pizzetti dont il suivit les cours de perfectionnement en composition à l'Académie nationale Sainte-Cécile, il a été directeur artistique de l'opéra de Rome de 1968 à 1974 et président de l'Académie Sainte-Cécile de 1973 à 1983.
Il obtient en 1954 le Ruban d'argent de la meilleure musique de film pour le film La Chronique des pauvres amants.